# Shorea assamica
Shorea assamica är en tvåhjärtbladig växtart. Shorea assamica ingår i släktet Shorea och familjen Dipterocarpaceae.

## Underarter
Arten delas in i följande underarter:
- S. a. assamica
- S. a. globifera
- S. a. koordersii
- S. a. philippinensis